# إيدا بلات
إيدا بلات (بالإنجليزية: Ida Platt)‏ هي محامية أمريكية، (و. 1863 – 1939 م).